# Suolojaure (Arjeplogs socken, Lappland, 738360-161980)
Suolojaure är en sjö i Arjeplogs kommun i Lappland och ingår i Piteälvens huvudavrinningsområde. Sjön har en area på 1,21 kvadratkilometer och ligger 620 meter över havet. Sjön avvattnas av vattendraget Suolojåkkå.

## Delavrinningsområde
Suolojaure ingår i det delavrinningsområde (738572-161983) som SMHI kallar för Utloppet av Suolojaure. Medelhöjden är 678 meter över havet och ytan är 20,24 kvadratkilometer. Det finns inga avrinningsområden uppströms utan avrinningsområdet är högsta punkten. Suolojåkkå som avvattnar avrinningsområdet har biflödesordning 3, vilket innebär att vattnet flödar genom totalt 3 vattendrag innan det når havet efter 232 kilometer. Avrinningsområdet består mestadels av skog (51 procent), sankmarker (18 procent) och kalfjäll (21 procent). Avrinningsområdet har 1,79 kvadratkilometer vattenytor vilket ger det en sjöprocent på 8,8 procent.